# Supremo Conselho de Justiça Militar
O Supremo Conselho de Justiça Militar foi um órgão do Estado Português, criado por Decreto de 1 de Julho de 1834 para conhecer e julgar em segunda e última instância os crimes militares. Este órgão substituiu o Tribunal do Conselho de Guerra, que foi então extinto.